# Roi et dame contre roi seul
Cet article utilise la notation algébrique pour décrire des coups du jeu d'échecs.
Au jeu d'échecs, la finale roi et dame contre roi seul est la plus simple, et probablement la première que le débutant apprend à maîtriser. Malgré son écrasante supériorité, le camp possédant la dame doit se méfier des possibilités de pat dont dispose encore le roi isolé.
La méthode du gain n'exige, dans n'importe quelle position, que 10 coups au maximum. La dame refoulera le roi adverse jusqu'à la bande et, son propre roi venant en aide, elle matera le dépouillé sur une case adjacente à la bande.

## Exemple
|   | a                                                                                             | b                                                                                             | c                                                                                             | d                                                                                             | e                                                                                             | f                                                                                             | g                                                                                             | h                                                                                             |   |
| 8 | Roi noir sur case blanche e6 · Roi blanc sur case noire a1 · Dame blanche sur case blanche h1 | Roi noir sur case blanche e6 · Roi blanc sur case noire a1 · Dame blanche sur case blanche h1 | Roi noir sur case blanche e6 · Roi blanc sur case noire a1 · Dame blanche sur case blanche h1 | Roi noir sur case blanche e6 · Roi blanc sur case noire a1 · Dame blanche sur case blanche h1 | Roi noir sur case blanche e6 · Roi blanc sur case noire a1 · Dame blanche sur case blanche h1 | Roi noir sur case blanche e6 · Roi blanc sur case noire a1 · Dame blanche sur case blanche h1 | Roi noir sur case blanche e6 · Roi blanc sur case noire a1 · Dame blanche sur case blanche h1 | Roi noir sur case blanche e6 · Roi blanc sur case noire a1 · Dame blanche sur case blanche h1 | 8 |
| 7 | Roi noir sur case blanche e6 · Roi blanc sur case noire a1 · Dame blanche sur case blanche h1 | Roi noir sur case blanche e6 · Roi blanc sur case noire a1 · Dame blanche sur case blanche h1 | Roi noir sur case blanche e6 · Roi blanc sur case noire a1 · Dame blanche sur case blanche h1 | Roi noir sur case blanche e6 · Roi blanc sur case noire a1 · Dame blanche sur case blanche h1 | Roi noir sur case blanche e6 · Roi blanc sur case noire a1 · Dame blanche sur case blanche h1 | Roi noir sur case blanche e6 · Roi blanc sur case noire a1 · Dame blanche sur case blanche h1 | Roi noir sur case blanche e6 · Roi blanc sur case noire a1 · Dame blanche sur case blanche h1 | Roi noir sur case blanche e6 · Roi blanc sur case noire a1 · Dame blanche sur case blanche h1 | 7 |
| 6 | Roi noir sur case blanche e6 · Roi blanc sur case noire a1 · Dame blanche sur case blanche h1 | Roi noir sur case blanche e6 · Roi blanc sur case noire a1 · Dame blanche sur case blanche h1 | Roi noir sur case blanche e6 · Roi blanc sur case noire a1 · Dame blanche sur case blanche h1 | Roi noir sur case blanche e6 · Roi blanc sur case noire a1 · Dame blanche sur case blanche h1 | Roi noir sur case blanche e6 · Roi blanc sur case noire a1 · Dame blanche sur case blanche h1 | Roi noir sur case blanche e6 · Roi blanc sur case noire a1 · Dame blanche sur case blanche h1 | Roi noir sur case blanche e6 · Roi blanc sur case noire a1 · Dame blanche sur case blanche h1 | Roi noir sur case blanche e6 · Roi blanc sur case noire a1 · Dame blanche sur case blanche h1 | 6 |
| 5 | Roi noir sur case blanche e6 · Roi blanc sur case noire a1 · Dame blanche sur case blanche h1 | Roi noir sur case blanche e6 · Roi blanc sur case noire a1 · Dame blanche sur case blanche h1 | Roi noir sur case blanche e6 · Roi blanc sur case noire a1 · Dame blanche sur case blanche h1 | Roi noir sur case blanche e6 · Roi blanc sur case noire a1 · Dame blanche sur case blanche h1 | Roi noir sur case blanche e6 · Roi blanc sur case noire a1 · Dame blanche sur case blanche h1 | Roi noir sur case blanche e6 · Roi blanc sur case noire a1 · Dame blanche sur case blanche h1 | Roi noir sur case blanche e6 · Roi blanc sur case noire a1 · Dame blanche sur case blanche h1 | Roi noir sur case blanche e6 · Roi blanc sur case noire a1 · Dame blanche sur case blanche h1 | 5 |
| 4 | Roi noir sur case blanche e6 · Roi blanc sur case noire a1 · Dame blanche sur case blanche h1 | Roi noir sur case blanche e6 · Roi blanc sur case noire a1 · Dame blanche sur case blanche h1 | Roi noir sur case blanche e6 · Roi blanc sur case noire a1 · Dame blanche sur case blanche h1 | Roi noir sur case blanche e6 · Roi blanc sur case noire a1 · Dame blanche sur case blanche h1 | Roi noir sur case blanche e6 · Roi blanc sur case noire a1 · Dame blanche sur case blanche h1 | Roi noir sur case blanche e6 · Roi blanc sur case noire a1 · Dame blanche sur case blanche h1 | Roi noir sur case blanche e6 · Roi blanc sur case noire a1 · Dame blanche sur case blanche h1 | Roi noir sur case blanche e6 · Roi blanc sur case noire a1 · Dame blanche sur case blanche h1 | 4 |
| 3 | Roi noir sur case blanche e6 · Roi blanc sur case noire a1 · Dame blanche sur case blanche h1 | Roi noir sur case blanche e6 · Roi blanc sur case noire a1 · Dame blanche sur case blanche h1 | Roi noir sur case blanche e6 · Roi blanc sur case noire a1 · Dame blanche sur case blanche h1 | Roi noir sur case blanche e6 · Roi blanc sur case noire a1 · Dame blanche sur case blanche h1 | Roi noir sur case blanche e6 · Roi blanc sur case noire a1 · Dame blanche sur case blanche h1 | Roi noir sur case blanche e6 · Roi blanc sur case noire a1 · Dame blanche sur case blanche h1 | Roi noir sur case blanche e6 · Roi blanc sur case noire a1 · Dame blanche sur case blanche h1 | Roi noir sur case blanche e6 · Roi blanc sur case noire a1 · Dame blanche sur case blanche h1 | 3 |
| 2 | Roi noir sur case blanche e6 · Roi blanc sur case noire a1 · Dame blanche sur case blanche h1 | Roi noir sur case blanche e6 · Roi blanc sur case noire a1 · Dame blanche sur case blanche h1 | Roi noir sur case blanche e6 · Roi blanc sur case noire a1 · Dame blanche sur case blanche h1 | Roi noir sur case blanche e6 · Roi blanc sur case noire a1 · Dame blanche sur case blanche h1 | Roi noir sur case blanche e6 · Roi blanc sur case noire a1 · Dame blanche sur case blanche h1 | Roi noir sur case blanche e6 · Roi blanc sur case noire a1 · Dame blanche sur case blanche h1 | Roi noir sur case blanche e6 · Roi blanc sur case noire a1 · Dame blanche sur case blanche h1 | Roi noir sur case blanche e6 · Roi blanc sur case noire a1 · Dame blanche sur case blanche h1 | 2 |
| 1 | Roi noir sur case blanche e6 · Roi blanc sur case noire a1 · Dame blanche sur case blanche h1 | Roi noir sur case blanche e6 · Roi blanc sur case noire a1 · Dame blanche sur case blanche h1 | Roi noir sur case blanche e6 · Roi blanc sur case noire a1 · Dame blanche sur case blanche h1 | Roi noir sur case blanche e6 · Roi blanc sur case noire a1 · Dame blanche sur case blanche h1 | Roi noir sur case blanche e6 · Roi blanc sur case noire a1 · Dame blanche sur case blanche h1 | Roi noir sur case blanche e6 · Roi blanc sur case noire a1 · Dame blanche sur case blanche h1 | Roi noir sur case blanche e6 · Roi blanc sur case noire a1 · Dame blanche sur case blanche h1 | Roi noir sur case blanche e6 · Roi blanc sur case noire a1 · Dame blanche sur case blanche h1 | 1 |
|   | a                                                                                             | b                                                                                             | c                                                                                             | d                                                                                             | e                                                                                             | f                                                                                             | g                                                                                             | h                                                                                             |   |

Pour une illustration de la méthode, voir le diagramme ci-contre :
1.Dh1-h5 pour barrer le passage au roi adverse. 1...Re6-f6 (ou par exemple 1...Rd6 2.Df5 etc.)

2.Ra1-b2 rapprochement du Roi : 2...Rf6-e6
3.Rb2-c3 Re6-f6 
4.Rc3-d4 Rf6-e6
5.Dh5-g6+ (repoussant le Roi noir vers la 8e rangée, évidemment plus fort que 5.Dh6+ Rf5). 5...Re6-e7
6.Rd4-d5 Re7-f8 (si 6...Rd7 7.Df7+ Rc8 8.Rc6).
7.Dg6-h7! ne tombant pas dans le piège : 7.Re6?? ou 7.Rd6?? pat) 7...Rf8-e8
8.Rd5-e6 Re8-d8 (si 8...Rf8 9.Df7# ou Dh8#)
9.Dh7-d7# (mat).

### Note
1. ↑  Dans Fundamental Chess Endings page 16, Müller et Lamprecht donnent 10 coups maximum pour la situation la plus désavantageuse pour l'attaquant (Blancs : Ra1, Db2; Noirs : Rf5).

### Ouvrage
- Karsten Müller, Frank Lamprecht, Fundamental Chess Endings, Gambit 2001,  (ISBN 1-901983-53-6)